# Edgard Colle
Edgard Colle (Gante, 18 de maio de 1897 – Gante, 20 de Abril de 1932) foi um enxadrista belga, pioneiro na utilização da abertura que leva o seu nome, o Sistema Colle. O Sistema Colle, 1. d4 d5, 2. Cf3 Cf6, 3. e3 seguido de Bd3, c3, e Cbd2, é uma forma reversa da Defesa Semi-eslava. O sistema teve seu auge durante a década de 1920 e 1930, tendo o próprio Colle a utilizado frequentemente até a sua morte, obtendo excelentes resultados na maioria dos torneios internacionais (primeiro lugar em Amsterdam em 1926, a frente de Tartakower e do futuro campeão mundial Max Euwe; primeiro lugar em Merano em 1926 e primeiro lugar em Scarborough em 1930 a frente de Maroczy e Rubinstein e terceiro em Paris em 1924 a frente de Euwe). Colle tem um número incrível de vitórias com esta abertura, incluindo algumas brilhantes como a partida Colle - O'Hanlon, em Nice-1930, conhecida como o melhor exemplo do sacrifício Presente de Grego
Por causa de sua estrutura sólida de peões, posições lógicas das peças, e uma estratégia coerente, esta abertura é iniciada a enxadristas iniciantes como uma maneira segura de alcançar um meio de jogo bom. Portanto, o Sistema Colle é frequentemente utilizado em níveis amadores e torneios estudantis mas pouco frequente em níveis profissionais.  Isto é algumas vezes atribuído ao fato do sistema ser considerado passivo.  De acordo com a teoria moderna das aberturas as Brancas podem conseguir uma posição sólida mas não forçar uma ruptura contra um oponente bem preparado.
Atualmente o sistema tem sido utilizado por alguns grandes mestres como Pia Cramling, Susan Polgar, e mais notavelmente por Artur Yusupov, que prefere jogá-lo com 3…b3 e um fianqueto na ala da dama (esta particular formação é conhecida como Colle-Zukertort).
A carreira de Colle foi interrompida pela doença.  Depois de ter sobrevivido a três dífíceis operações para curar uma úlcera gástrica, morreu depois de uma quarta, aos 34 anos de idade.